# Kožni pojav
Kóžni pojàv ali skín efékt (angleško skin effect, kožni pojav) je v fiziki lastnost spreminjajočega toka, da teče znotraj električnega prevodnika tako, da je gostota električnega toka blizu površine vodnika večja kot v njegovem središču. Električni tok teži k temu, da teče po »koži« vodnika.

## Opis pojava
Stalen električni tok je enakomerno porazdeljen po vsem preseku vodnika. Vrtinčni tokovi, ki jih v vodniku inducira izmenični ali spreminjajoč enosmerni električni tok, ki teče skozi tokokrog, niso enakomerno porazdeljeni po preseku vodnika, ampak tečejo večinoma v površinskem sloju. Silnicam električnega polja, ki obdajajo silnice magnetnega polja, se približno prilegajo tokovnice vrtinčnega toka. Pramen toka ustvari okoli sebe krožno magnetno polje, spremenljivo magnetno polje pa krožno električno polje. Po Lenzovem pravilu ima magnetno polje induciranega toka nasprotno smer od prvotnega magnetnega polja. Ko električni tok narašča, narašča magnetno polje, električno polje ima potem sredi vodnika nasprotno smer od električnega toka, na robu vodnika pa isto smer. Tok po površini vodnika je mnogo večji kot tok v sredini vodnika. Tok v sredini vodnika lahko teče celo v nasprotno smer kot skupni tok. Lastno magnetno polje izmeničnega toka potemtakem izrine električni tok proti površju vodnika, in to tem bolj, čim višja je frekvenca.
Pojav je na podlagi Faradayevega indukcijskega zakona iz leta 1831 napovedal James Clerk Maxwell leta 1873. Pojav je prvi opisal v članku Horace Lamb leta 1883 za primer krogelnih vodnikov. Za vodnike poljubnih oblik je pojav posplošil Oliver Heaviside leta 1885. Istega leta je pojav opazoval David Hughes pri delu s telefonskimi vodniki. Med prvimi je pojav pojasnil lord Kelvin leta 1887. Tega leta je Jožef Stefan v razpravi O spremenljivih električnih tokovih v debelih vodnikih obravnaval kožni pojav in pri tem poenostavil izvajanje enačb, ki jih je navedel lord Rayleigh. Pojav je v tem času raziskoval tudi Nikola Tesla. Kožni pojav vpliva na izdelavo radijskih in mikrovalovnih tokokrogov in do neke mere sistemov za prenos in distribucijo električne moči. Pomemben je tudi pri izdelavi vakuumskih cevi, polnjenih s plini.
Gostota električnega toka {\displaystyle j} neskončno debelega ravnega vodnika pojema eksponentno z  globino x od površine po enačbi:
{\displaystyle j_{x}=j_{0}e^{-x/d}\!\,,}
kjer je d konstanta, imenovana vdorna globina. Vdorna globina je globina, pri kateri pade gostota toka na 1/e (1/e ≈ 0,37) vrednosti na površini. Vdorna globina kaže kako izrazit je kožni pojav in je določena z enačbo:
{\displaystyle d={1 \over \pi }{\sqrt {\zeta  \over 2\mu \mu _{0}\nu }}\!\,,}
kjer je:
ζ - specifični upor vodnika,
μ - absolutna magnetna permeabilnost vodnika,
μ0 - indukcijska konstanta,
ν - frekvenca izmeničnega električnega toka.
Čim višja je frekvenca ν izmeničnega toka, tem manjša je vdorna globina d. Vdorna globina d je za baker 9,38 mm pri frekvenci 50 Hz, pri frekvenci 10 MHz pa samo 0,021 mm. Vdorno globino za baker pri različnih frekvencah podaja razpredelnica:
| Frekvenca | d                |
| --------- | ---------------- |
| 50 Hz     | 9,38 mm          |
| 60 Hz     | 8,57 mm          |
| 1 kHz     | 2,10 mm          |
| 5 kHz     | 0,94 mm          |
| 10 kHz    | 0,66 mm          |
| 50 kHz    | 0,30 mm          |
| 100 kHz   | 0,21 mm          |
| 500 kHz   | 0,094 mm = 94 µm |
| 1 MHz     | 0,066 mm = 66 µm |
| 10 MHz    | 0,021 mm = 21 µm |
Zaradi krožnega pojava pri visokofrekvenčnem izmeničnem toku narašča efektivni specifični upor sorazmerno s korenom iz frekvence toka. Pri dovolj visoki frekvenci postane upor za enosmerni tok sploh nepomemben. Efektivni specifični upor ravne bakrene žice se poveča 7,6-krat, če uporabimo izmenični tok s frekvenco 1 MHz namesto enosmernega toka.
Upor ravne plošče (veliko debelejše od d) pri izmeničnem toku je natančno enak uporu plošče debeline d pri enosmernem toku. Za dolge, tanke vodnike kot so žice, je upor približno enak uporu votle cevi z debelino stene d, po kateri teče istosmerni tok. Za okroglo žico je upor pri izmeničnem toku približno enak:
{\displaystyle R={\zeta  \over d}\left({L \over \pi (D-d)}\right)\approx {\zeta  \over d}\left({L \over \pi D}\right)\!\,,}
kjer je L dolžina in D zunaji premer žice. Približek je natančen, če je D veliko večji od d.
Za premer okrogle žice DW, katere upor se pri frekvenci ν poveča za 10 %, velja Termanova enačba:
{\displaystyle D_{\mathrm {W} }={\frac {200~\mathrm {mm} }{\sqrt {\nu /\mathrm {Hz} }}}\!\,.}
Pri majhni vdorni globini d se vodniki izdelajo iz velikega števila tankih žičk, prevlečenih s plastjo laka in zvitih v vijačnico, s čimer se zmanjša efektivni upor. Takšni vodniki so prevodnejši za visokofrekvenčni tok.

## Zmanjšanje kožnega pojava
Za zmanjšanje kožnega pojava pri frekvencah od nekaj kHz do 1 MHz se uporablja posebna vrsta vodnika (nemško Litzendraht, žilna žica). Takšen vodnik je sestavljen iz večjega števila izoliranih žičk, ki so zvite v skrbno izbran vzorec, tako da se celotno magnetno polje vodnika obnaša enako na vseh žičkah in povzroča, da je celotni tok v njih enakomerno porazdeljen. Te vodnike velikokrat uporabljajo za ovoje visokofrekvenčnih transformatorjev, če jim želijo izboljšati učinkovitost.
Večji močnostni transformatorji bodo imeli ovoje s podobnimi vodniki, le žice bodo večjih presekov.
Polni ali votli vodniki so lahko posrebreni, da je upor čim manjši. Čisto srebro ima od kovin največjo električno prevodnost, tako da je za »kožo« vodnika boljše od bakra. Posrebreni vodniki so najučinkovitejši pri frekvencah na območju ultrakratkih valov (VHF) in mikrovalov, ker zelo tanka vdorna globina (prevodna plast) na teh frekvencah pomeni, da je posrebritev pri debelinah večjih od vdorne globine ekonomsko upravičena.